# Susan McKenna-Lawlor

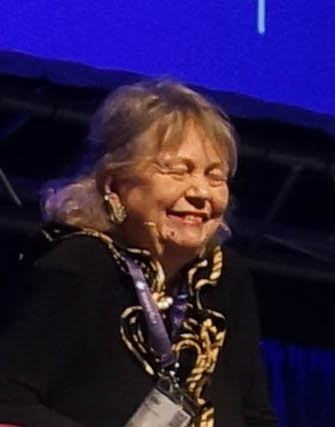
Susan McKenna-Lawlor, 2015

Susan M. P. McKenna-Lawlor (* 3. März 1935 in Dublin, Irland) ist eine irische Astronomin, Astrophysikerin und Hochschullehrerin. Sie ist emeritierte Professorin am Institut für Experimentalphysik der Maynooth University. Sie ist Gründerin und Geschäftsführerin von Space Technology Ireland Ltd (STIL), einem Unternehmen, das Instrumente für Weltraummissionen baut. Sie war an verschiedenen Experimenten der Europäischen Weltraumorganisation (ESA), der NASA sowie chinesischer, indischer und russischer Weltraumorganisationen beteiligt.

## Leben und Werk
McKenna-Lawlor studierte am University College Dublin (UCD), dem Dublin Institute for Advanced Studies (DIAS) und der University of Michigan. Ihre Promotion befasste sich mit dem Einfluss der Sonnenaktivität auf die Erde. Anfang der 1970er Jahre wurde sie Dozentin am Institut für Experimentalphysik am St. Patrick's College der Maynooth University. 1986 wurde sie zur Professorin ernannt und ging 2000 in den Ruhestand.
1985 gründete sie Space Technology Ireland, Ltd. (STIL), ein Unternehmen, das unter ihrer Leitung Hard- und Software für Weltraumanwendungen produziert. Im Laufe der Jahre war sie an der Entwicklung von Weltraumexperimenten beteiligt, die von mehreren großen Weltraumagenturen (amerikanisch, chinesisch, europäisch, indisch und russisch) gestartet wurden.

## Forschung
Sie war an verschiedenen Experimenten im Rahmen von Missionen der ESA, NASA und der Russischen Weltraumorganisation beteiligt. Sie entwickelte eine Reihe von Instrumenten zur Überwachung des Mars-Sonnenwindes für die Mars-Express-Mission der Europäischen Weltraumorganisation. Die Instrumente sollten Hinweise zum Rätsel des Wassers auf dem Mars sammeln.
McKenna-Lawlor war die leitende Forscherin für ein Experiment der Giotto-Mission der Europäischen Weltraumorganisation (ESA). 1986 gründete sie zusammen mit Dermot Desmond das Raumfahrtunternehmen Space Technology Ireland Ltd (STIL). STIL stellt Instrumente für Weltraummissionen her und McKenna-Lawlor wurde Geschäftsführerin. 1988 leitete sie ein internationales Wissenschaftlerteam beim Bau eines Teilchendetektors für die sowjetische Raumsonde Fobos, der Energien zwischen 30 Kiloelektronenvolt und mehreren Megaelektronenvolt nachweisen konnte. Der Erfolg des Detektors veranlasste sowjetische Wissenschaftler, sie zu bitten, ein ähnliches Gerät für ihre Marsmission 1994 beizusteuern. Für die ESA-Mission Mars Express entwickelte sie Instrumente zur Überwachung des Sonnenwinds auf dem Mars. Als leitende Wissenschaftlerin trug sie die volle wissenschaftliche, technische und administrative Verantwortung für Irlands EPONA-Experiment im Rahmen der Giotto-Mission der Europäischen Weltraumorganisation (ESA), im Rahmen dessen Messungen energetischer Teilchen bei einer Begegnung mit dem Halleyschen Kometen (1986), einem historischen Vorbeiflug an der Erde (1990) und einer Begegnung mit dem Kometen Grigg-Skjellerup (1992) durchgeführt wurden. Darüber hinaus stellte sie das irische Nationalinstrument LION für das Solar and Heliospheric Observatory (SOHO) der Europäischen Weltraumorganisation (ESA) bereit und fungierte als leitende Wissenschaftlerin für Experimente der ESA bei Mars Express, Venus Express, der SMART-1-Mission und der Rosetta/Philae-Mission.
Für Rosetta/Philae entwickelte und konstruierte Space Technology Ireland das Elektrische Unterstützungssystem (ESS). Dieses System verarbeitete die Befehle, die von der Raumsonde Rosetta an das Kommando- und Datenmanagementsystem (CDMS) an Bord des Landers Philae während einer zehnjährigen Reisephase zum Kometen 67P/Churyumov-Gerasimenko übermittelt wurden, sowie die Daten, die während des Flugs zum Kometen und am Kometen selbst gemessen wurden. Auch die Daten der einzelnen Lander-Experimente, die während des Flugs zum Kometen und am Kometen gemessen wurden, wurden vom ESS verarbeitet, empfangen und neu formatiert, bevor Rosetta sie zur Erde übertrug. Die Reisephase umfasste drei Erdvorbeiflüge, einen Vorbeiflug am Mars und Besuche der beiden Asteroiden Steins und Lutetia.
McKenna-Lawlor ist Autorin/Co-Autorin von rund 250 Veröffentlichungen in begutachteten wissenschaftlichen und technischen Zeitschriften und Autorin/Co-Autorin mehrerer Bücher.

## Ehrungen (Auswahl)
- 1988: Ziokowski-Goldmedaille
- 1991: Ehrenbürgerschaft von San José (Kalifornien)
- 1994: Irish Laureate Woman of Europe Award
- 1988: Book Award der International Academy of Astronautics für „Whatever Shines Should be Observed“
- 2005: SAS International Award[8]
- 2005: Ehrendoktorwürde der Naturwissenschaften von der University of Ulster[9][10]
- 2015: erneute Teilnahme  an einem Laurels Award für ihren Beitrag zum Philae Lander der ESA
- Aufnahme in die International Academy of Astronautics

## Mitgliedschaften (Auswahl)
- Fellow des Institute of Physics (London)
- Vollmitglied der International Academy of Astronautics
- internationales Expertenmitglied der Chinese Society of Astronautics[11]

## Veröffentlichungen (Auswahl)
- Whatever Shines Should be Observed. Astrophysics and Space Science Library. Vol. 292, 2003, Dordrecht: Springer Netherlands. doi:10.1007/978-94-017-0351-2. ISBN 978-90-481-6343-4.
- Astronomy in Ireland from 1780. Vistas in Astronomy 9, 1968, S. 283–296. doi:10.1016/0083-6656(67)90036-0.